# Pyrenomyxa picea
Pyrenomyxa picea är en svampart som först beskrevs av Job Bicknell Ellis, och fick sitt nu gällande namn av M. Stadler, Læssøe & Lar.N. Vassiljeva 2006. Pyrenomyxa picea ingår i släktet Pyrenomyxa och familjen kolkärnsvampar.   Inga underarter finns listade i Catalogue of Life.